# John Degenkolb
John Degenkolb (Gera, 1989. január 7. –) német profi kerékpáros.

## Sikerei
2010
- Országútikerékpár-világbajnokság
  - 2., U23 Mezőnyverseny

2013
- Giro d’Italia
  - 1., 5. szakasz

2015
- Vuelta ciclista a España
  - 1., 21. szakasz

2016
- Arctic Race of Norway
  - 1., 4. szakasz[1]

2018
- Tour de France
  - 3., 8. szakasz
  - 1., 9. szakasz